# Закордонець Павло Петрович
Павло Петрович Закордонець (нар. 1909 (за іншими даними — 1908), село Нова Мар'янка Херсонської губернії, тепер у складі села Мар'янівка Маловисківського району Кіровоградської області — ?) — український радянський діяч, новатор сільськогосподарського виробництва, чабан колгоспу імені Максима Горького Хмелівського району Кіровоградської області. Депутат Верховної Ради УРСР 5-го скликання.

## Біографія
Народився у бідній селянській родині. Залишившись рано без батька, з малих років працював у сільському господарстві. У 1929 році одним із перших вступив до колгоспу в Хмелівському районі і до 1941 року працював на рядових роботах.
У 1944—1945 роках — у Радянській армії, учасник німецько-радянської війни.
Після демобілізації продовжив працювати у колгоспі імені Максима Горького Хмелівського району Кіровоградської області.
З 1950 року — чабан вівцеферми колгоспу імені Максима Горького Хмелівського району Кіровоградської області. Добивався високих показників із настригу вовни та виходу ягнят. У 1955 році одержав по 4,8 кг. вовни від кожної вівці і 125 ягнят від кожних 100 вівцематок. У 1958 році одержав по 6,5 кг. вовни від кожної вівці і 162 ягнят від кожних 100 вівцематок.
Потім — на пенсії у місті Новоукраїнці Кіровоградської області.

## Нагороди
- орден Леніна (26.02.1958)
- орден Вітчизняної війни 2-го ст. (6.04.1985)
- медаль «За визволення Варшави» (1945)
- медаль «За здобуття Берліна» (1945)
- медаль «За перемогу над Німеччиною у Великій Вітчизняній війні 1941—1945 роках» (1945)
- срібна та дві бронзові медалі Всесоюзної сільськогосподарської виставки